# Tatjana Akimova
Tatjana Akimova, före detta Semenova, född 26 oktober 1990, är en rysk skidskytt som ingick i det ryska lag som tog brons i mixstafett vid VM 2017. I december 2016 vann hon sin karriärs första individuella världscupseger, det skedde vid sprinttävlingen i Nové Město na Moravě, Tjeckien.